# Panco
Se denomina panco a una embarcación filipina de cabotaje algo semejante al pontín y de construcción parecida a la de la europea.
Tiene cubierta, cuadernas, aforros, popa cuadrada y costados de buena forma aunque mangudos y es ancha de amuros por arriba. Algunos pancos suelen estar forrados en cobre. Ha estado destinado al comercio y a la piratería. Carga treinta toneladas y admite una tripulación de cincuenta hombres cuando menos. 